# Gråsten
Gråsten est une ville danoise de 4 220 habitants (au 1er janvier 2017), dans la municipalité de Sønderborg, sur la côte est du Jutland, dans la région du Danemark du Sud.
Le pont d'Egernsund (en) , qui franchit le détroit d'Egern, relie Gråsten avec la ville d'Egernsund.
La famille royale danoise a sa résidence d'été, le Château de Gråsten (en), dans la ville.